# NGC 1887
NGC 1887 (również ESO 85-SC59) – gromada otwarta, znajdująca się w gwiazdozbiorze Złotej Ryby. Należy do Wielkiego Obłoku Magellana. Odkrył ją John Herschel 23 listopada 1834 roku.